# Middelstum
Middelstum (Gronings Milnsom) ist ein Ort in der niederländischen Gemeinde Eemsdelta (bis zum 31. Dezember 2020 Loppersum) in der Provinz Groningen. Im Januar 2024 lebten 2.255 Menschen in Middelstum.
Middelstum war auch der Name der ehemaligen Gemeinde Middelstum, dessen Hauptstadt Middelstum war. Doch ist diese Gemeinde 1990 in den beiden Gemeinden Loppersum und Eemsmond, dem vormaligen Hefshuizen, aufgegangen.

## Geschichte
Erstmals erwähnt wurde Middelstum im 9. Jahrhundert in einer Schenkungsurkunde, die einem Kloster in Fulda Land verlieh. Die große, im fünfzehnten Jahrhundert errichtete Kirche Sint-Hippolytuskerk dominiert das Stadtbild von Middelstum. Daneben existiert noch ein kleines, aus dem 17. Jahrhundert stammendes Museum. Nördlich der Ortsmitte sind noch die Grundmauern des Tores der 1863 niedergelegten Burg Ewsum zu sehen.
Am 8. August 2006 erschütterte ein Erdbeben Middelstum. Es hatte eine Stärke von 3.5 auf der Richterskala und wird als Folge der Setzung im Rahmen der Erdgasgewinnung in der Region gesehen. Es war das bisher schwerste Erdbeben in den nördlichen Provinzen der Niederlande.